# Canottaggio ai XV Giochi paralimpici estivi
Le gare di canottaggio paralimpico dei XV Giochi paralimpici estivi sono state svolte dal 9 all'11 settembre 2016 presso la laguna Rodrigo de Freitas. Vi hanno preso parte 132 atleti provenienti da 10 nazioni.

## Calendario
| Uomini |               |   | Singolo       | 1 |
| Donne  |               |   | Singolo       | 1 |
| Misto  |               |   | Due di coppia | 2 |
| Misto  | Quattro senza |   |               | 2 |
| Totale | 1             | 1 | 2             | 4 |

|  | Batterie |  | Ripescaggi |  | Finali |

## Podi
| Evento                         | Oro                                                                         | Tempo   | Argento                                                                             | Tempo   | Bronzo                                                                          | Tempo   |
| Singolo maschile (dettagli)    | Roman Polianskyi                                                            | 4:39.56 | Erik Horrie                                                                         | 4:42.94 | Tom Aggar                                                                       | 4:50.90 |
| Singolo femminile (dettagli)   | Rachel Morris                                                               | 5:13.69 | Wang Lili                                                                           | 5:16.65 | Moran Samuel                                                                    | 5:17.46 |
| Due di coppia misto (dettagli) | Gran Bretagna Lauren Rowles Laurence Whiteley                               | 3:55.28 | Cina Liu Shuang Fei Tianming                                                        | 3:58.45 | Francia Perle Bouge Stephane Tardieu                                            | 4:01.48 |
| Quattro senza misto (dettagli) | Gran Bretagna Grace Clough Daniel Brown Pamela Relph James Fox Oliver James | 3:17.17 | Stati Uniti Jaclyn Smith Danielle Hansen Zachary Burns Dorian Weber Jennifer Sichel | 3:19.61 | Canada Victoria Nolan Meghan Montgomery Andrew Todd Curtis Halladay Kristen Kit | 3:19.90 |

## Medagliere
| Posizione | Paese         | Oro | Argento | Bronzo | Totale |
| --------- | ------------- | --- | ------- | ------ | ------ |
| 1         | Gran Bretagna | 3   | 0       | 1      | 4      |
| 2         | Ucraina       | 1   | 0       | 0      | 1      |
| 3         | Cina          | 0   | 2       | 0      | 2      |
| 4         | Australia     | 0   | 1       | 0      | 1      |
| 4         | Stati Uniti   | 0   | 1       | 0      | 1      |
| 6         | Canada        | 0   | 0       | 1      | 1      |
| 6         | Francia       | 0   | 0       | 1      | 1      |
| 6         | Israele       | 0   | 0       | 1      | 1      |
| Totale    | Totale        | 4   | 4       | 4      | 12     |